# Louis Gentil (géologue)
Pour les articles homonymes, voir Gentil.
Louis Émile Gentil, né à Alger le 15 juillet 1868 et mort à Paris le 12 juin 1925, est un géographe, géologue et minéralogiste, spécialiste du Maghreb.

## Biographie
Fils de Pierre Gentil originaire de Caussou en Ariège et de Caroline Müller, née à Asswiller en Alsace, tous deux employés à l'hôtel du secrétariat général du gouvernement à Alger, Louis Gentil est né à Alger le 15 juillet 1868. Il étudie au prestigieux grand lycée d'Alger. Recruté par le Service de la carte géologique de l'Algérie, Louis Gentil devient ensuite préparateur au Collège de France, puis entre à la Sorbonne en 1899, y soutient son doctorat en 1902 et y devient plus tard Maître de conférences.
Il parcourt la région d'Oran de 1896 à 1901, et étudie la géologie de la vallée de la Tafna. À partir de 1902, il s'intéresse au Maroc. Parlant parfaitement l'arabe, il parcourt notamment l'Atlas occidental (de novembre 1904 à mars 1905), en costume indigène, dans le cadre de la mission du marquis de Segonzac. Gentil fait le trajet de Mogador (aujourd'hui Essaouira) à Marrakech, et en rapporte quinze caisses de roches et fossiles, cinq cents photographies, et de nombreux relevés de terrain. Il fait paraître en 1906 un récit de l'expédition, accompagné d'une carte au 1/250000e. Une esquisse géologique du Maroc paraît dans Le Maroc physique en 1912.
Il n'hésite pas à retourner au Maroc accompagné de sa femme et de sa fille, malgré le danger de ce genre d'expédition, mais doit les renvoyer en France en 1907 et il poursuit ses visites sous protection militaire.
Il propose dès 1913 la création d'un Institut scientifique chérifien, chargé notamment de créer une carte géologique du Maroc et de préciser les ressources en eau. Cet Institut est fondé en 1920. Louis Gentil poursuit ses explorations pour le compte de la Société de Géographie.
En 1923, il est élu membre de l'Académie des Sciences (section de Géographie et navigation).
Il poursuit les explorations de l'Atlas marocain jusqu'à sa mort à Paris le 12 juin 1925.

## Hommages
La ville de Youssoufia (Maroc) s'est longtemps appelée « Louis-Gentil ». Les phosphates de Youssoufia sont exploités depuis 1931, bien après le décès de Gentil. En 1935, le square Louis-Gentil à proximité du Musée des colonies dans le 12e arrondissement de Paris prend le nom du savant. Enfin, un Grand prix Louis Gentil - Jacques Bourcart est attribué chaque année par l'Académie des sciences depuis 2007 pour récompenser des chercheurs de moins de 40 ans ayant effectué des recherches à l'étranger dans le domaine des sciences de la terre (montant en 2010 : 36 000 €).